# アルコ (犬種)
アルコ（英：Alco）とは、ペルー原産の犬種。名前は古代インカのことばに由来しているといわれている。
ビュフォンは18世紀に主人に忠実な小型犬に似たペルーの動物としてアルコを紹介した。チャールズ・ハミルトン・スミスは「小型の女性向きの伴侶犬」として1840年にアルコについて書いた。スミスによれば、アルコは頭が大きく垂れ耳で毛は長く白い。両耳、額、頬に大きなブラックの斑があり、目の上に落葉色のマーキングがある。